# Павлов, Виктор Михайлович
Виктор Михайлович Павлов (род. 1961, Казань, Татарская АССР, РСФСР) — российский серийный убийца, насильник, грабитель и истязатель, орудовавший осенью 2004 года в Казани.

## Биография

### Жизнь до убийств
О жизни Виктора Павлова до совершения преступлений известно крайне мало. Он родился в 1961 году в Казани. Окончил государственный технологический университет. В 1985 году женился. Детей в семье не было. В 1995 году брак распался, так как Павлов изменял жене и между ними часто происходили бытовые ссоры. Вскоре был женат второй раз, родился сын. Работал генеральным директором в одной из крупных строительных фирм, по месту работы характеризовался положительно. Демонстрировал повышенное половое влечение, и поэтому в свободное время часто пользовался услугами проституток. Во время очередного визита к ним Павлова обокрали и не стали обслуживать, вследствие чего он решил им отомстить, начав совершать нападения.

### Убийства
В качестве жертв Виктор Павлов выбирал молодых девушек, которые вели маргинальный образ жизни, страдали алкогольной и наркотической зависимостями, занимались проституцией и бродяжничали. Все они работали на одном и том же участке так называемой Южной трассы (проспекта Победы) в Приволжском районе города.
Преступления совершал по выраженному образу действия. В тёмное время суток Павлов подъезжал к проституткам на своей автомашине ВАЗ-2105 и под предлогом воспользоваться услугами увозил выбранных жертв в безлюдное место, зачастую в лесополосу в Пестречинском районе. К этому времени он успевал опоить жертву водкой, предлагая запить её безалкогольным напитком, в который заранее подмешивал большую дозу феназепама. В результате принятия такой смеси жертвы впадали в бессознательное состояние, после чего Павлов подвергал их различным издевательствам — избивал, выдирал волосы, насиловал, прижигал кожу газовой зажигалкой, оставляя серьëзные ожоги. Старался изуродовать лицо, чтобы жертвы не смогли заново начать зарабатывать прежней деятельностью. Сумки с деньгами и украшениями оставлял себе.
Первая жертва была убита 28 сентября 2004 года. Павлов нанёс ей телесные повреждения и бросил неподалёку от шоссе, где она скончалась от острого отравления. Вторая жертва была убита в ноябре 2004 года. Павлов задушил её ремнëм. Оба трупа были найдены возле посёлка Салмачи и вскоре опознаны как местные проститутки. Личности обеих убитых так и не были установлены. В течение осени в Казани произошло ещё 7 подобных нападений, не доведённых до убийства. Как правило, жертвы не помнили ни автомобиля, ни внешности нападавшего.

### Арест, следствие и суд
В ходе общения с коллегами убитых и пострадавших проституток, со временем следственно-оперативной группе удалось установить группу подозрительных клиентов, среди которых был и Павлов. За ним было установлено круглосуточное наблюдение. Спустя почти две недели Павлов был пойман с поличным при попытке похитить очередную жертву. Судебно-психиатрическая экспертиза выявила у него признаки поражения центральной нервной системы и сексуальные расстройства, признав его ограниченно вменяемым. 6 октября 2005 года Виктор Павлов был приговорëн к 23 годам лишения свободы, с отбытием первых пяти лет в тюрьме, а остальных — в исправительной колонии строгого режима. Также ему было назначено принудительное амбулаторное лечение у психиатра по месту отбытия наказания. Впоследствии Верховный суд Российской Федерации снизил срок до 22,5 лет лишения свободы.

## В массовой культуре
- Документальный фильм «Ловушка для бабочек» из цикла «Вне закона» (2007)
- Документальный фильм «Маньяк с Южной трассы» из цикла «Чёрное озеро» (2014)